# Куніна Людмила Володимирівна
Людмила Володимирівна Гуліна (Куніна) (нар. 18 липня 2002, Страбичово, Закарпатська область, Україна) — українська футболістка та футзалістка, півзахисниця жіночої футбольної команди «Колос».

## Клубна кар'єра
Футбольну кар'єру розпочала 2017 року в складі «Єдності-ШВСМ». Восени 2018 року провела один матч у ФК «Львів-Янтарочка». У 2019 році прийняла запрошення харківського «Житлобуда-1». 
У 2020—2021 році виступала також за футзальний клуб «ЗХО-Тесл»а (Харків).
Влітку 2021 року перейшла до команди СК «Дніпро-1». У 2022 році, після повномасштабного російського вторгнення в Україну, поїхала до Швеції, де стала гравцем «Мальбаккенс», але влітку повернулася в Україну й приєдналася до складу СК «Дніпро-1».

## Кар'єра в збірній
У 2018 році дебютувала в дівочій збірній України (WU-17), а 2019 року в жіночій молодіжній збірній України (WU-19).

## Досягнення
«Житлобуд-1»
- Вища ліга Україна
  -  Чемпіон (2): 2018/19, 2020/21
  -  Срібний призер (1): 2019/20

- Кубок України
  -  Володар (1): 2018/19
  -  Фіналіст (1): 2020/21

«Колос»
- Вища ліга Україна
  -  Срібний призер (1): 2023/24